# Никола Димитров (политик)
Вижте пояснителната страница за други личности с името Никола Димитров .
Никола П. Димитров е български агроном и политик, кмет на Варна в периода 23 юни 1943 до 26 януари 1944 година.

## Биография
Роден е на 18 септември 1890 година в костурското село Шестеово, тогава в Османската империя. Заминава за България, където учи в Балчик и Русе. По-късно записва агрономство в Германия.
Взема участие в Балканската и Междусъюзническата война. След войните се установява като о. з. поручик във Варна, където основава агрономско бюро. Търгува със земеделско оборудване, семена и посадъчен материал, посредничи в търговски сделки със земеделска земя и при наемането на работна ръка в селското стопанство. Застъпник е за развитието на дребно и средно земеделие чрез селскостопански кооперации. Основава свое бюро в Нови пазар, става районен търговски представител на немски марки за селскостопанска механизация. Става съмишленик на Александър Стамболийски и влиза в Българския земеделски народен съюз. През 1923 г. е председател на градската земеделска дружба във Варна. През 1925 година подкрепя крилото на умерения земеделец Димитър Драгиев и става секретар на околийското настоятелство на драгиевистите във Варна. Апелира за сплотяване на опозицията и борба за сваляне на Демократическия сговор.
Помощник-кмет е по благоустройството по време на мандата на Янко Мустаков. Завежда горите, градините, гробищните паркове и лозовия разсадник на Варна. Започва процедури за регулация на варненските предградия „Трошево“", „Дамяново“ и „Максуда“. С негово съдействие са построени водопроводът „Батовата – Варна“, термичната електрическа централа, както и Парк-музеят „Владислав Варненчик“. Димитров става председател на българо-полското дружество във Варна. Носител е на ордена „Полония Реститута“ IV степен и „За гражданска заслуга“. Съдейства за залесяването на Аспаруховия вал южно от Варна. През юни 1935 година посреща във Варна делегацията на югославските агрономи. През есента на същата година организира Конференцията на износителите на грозде във Варна.
Димитров допринася за развитието на Варна като курортен град, развива общинска автобусната служба, организира общински коледни празненства с посрещане на Дядо Мраз от бедни ученици, участва в общинската комисия, възлагаща експлотацията на игралното казино във Варна, допринася за строежа туристическата хижа при Аладжа манастир. С негово участие е създадена културна конвенция между Полша и България за взаимни посещения на ученици и учители от двете страни.
Уволнен е от поста помощник кмет на Варна на 23 юли 1936 година със заповед на министъра на вътрешните работи Георги Сапов. През 1937 година е възстановен на същия пост в Постоянното происъствие на новия варненски общински съвет, като завежда земеделско-стопанското, ветеринарното и техническото отделения, както и общинско-стопанските предприятия за електричество, водоснабдяване и канализация. От 11 февруари 1939 година към неговия ресор е добавено и курортното отделение, а техническото е преразпределено към кмета Янко Мустаков. През 1941 година, след освобождението на Вардарска Македония, Янко Мустаков е назначен за кмет на Скопие.
Никола Димитров умира на 8 януари 1986 година.